# 钱百敦
钱百敦（英語：Britton Chance，1913年7月24日—2010年11月16日），本名布立顿·强斯，美国科学家，宾夕法尼亚大学医学院物理化学与辐射物理学荣休教授，埃尔德里奇·里夫斯·约翰逊（Eldridge Reeves Johnson）生物化学与生物物理荣休教授。他的研究领域很广泛，主要从事生物医学光子学、生物物理、生物化学的研究，是国际生物物理学与生物医学光子学创始人之一。

## 生平
钱百敦出生于美国宾西法尼亚州威尔克斯-巴里，1935年、1936年、1940年先后获宾州大学物理化学学士、硕士与博士学位。1942年他又获剑桥大学生物/生理学博士学位。第二次世界大战期间，他曾在麻省理工学院放射实验室（Radiation Laboratory）从事雷达研究。1952年获剑桥大学科学博士（D.Sc.）学位。此后，他出任宾州大学医学院生物物理教授、约翰逊基金会第二任主任。1964年起出任E·R·约翰逊生物化学与生物物理教授。
钱百敦是美国国家科学院院士（1952年）、瑞典皇家科学院外籍院士（1968年）、皇家学会外籍院士（1981年），还曾获得过美国国家科学奖章等荣誉。2009年获中华人民共和国国际科学技术合作奖。
此外他还是一位帆船运动员，曾在1952年夏季奥林匹克运动会上获得5.5米型帆船比赛冠军。
2010年2月，97岁的钱百敦与同在宾州大学任教的63岁日籍教授二冈祥子（1947年－）在台湾台南市亿载金城成婚，证婚人为时任台南市长许添财。同年11月，他在费城宾州大学医院逝世。